# Trung Quốc tại Thế vận hội Mùa đông 2014
Trung Quốc tham gia Thế vận hội Mùa đông 2014 tại Sochi, Nga từ 7–23 tháng 2 năm 2014.

## Bảng huy chương
| Huy chương | Danh tính                                             | Môn thể thao                | Nội dung             | Ngày       |
| ---------- | ----------------------------------------------------- | --------------------------- | -------------------- | ---------- |
| Vàng       | Lý Kiên Nhu                                           | Trượt băng tốc độ vòng ngắn | 500 mét nữ           | 13 tháng 2 |
| Vàng       | Trương Hồng                                           | Trượt băng tốc độ           | 1000 mét nữ          | 13 tháng 2 |
| Vàng       | Chu Dương                                             | Trượt băng tốc độ vòng ngắn | 1500 mét nữ          | 15 tháng 2 |
| Bạc        | Hàn Thiên Vũ                                          | Trượt băng tốc độ vòng ngắn | 1500 mét nam         | 10 tháng 2 |
| Bạc        | Từ Mộng Đào                                           | Trượt tuyết tự do           | Trên không nữ        | 14 tháng 2 |
| Bạc        | Phạm Khả Tân                                          | Trượt băng tốc độ vòng ngắn | 1000 mét nữ          | 21 tháng 2 |
| Bạc        | Vũ Đại Tĩnh                                           | Trượt băng tốc độ vòng ngắn | 500 mét nam          | 21 tháng 2 |
| Đồng       | Giả Tông Dương                                        | Trượt tuyết tự do           | Trên không nam       | 17 tháng 2 |
| Đồng       | Vũ Đại Tĩnh Trần Đức Toàn Hàn Thiên Vũ Thạch Cánh Nam | Trượt băng tốc độ vòng ngắn | 500 mét đồng đội nam | 21 tháng 2 |

| Huy chương theo môn         | Huy chương theo môn | Huy chương theo môn | Huy chương theo môn | Huy chương theo môn |
| --------------------------- | ------------------- | ------------------- | ------------------- | ------------------- |
| Sport                       | 1                   | 2                   | 3                   | Tổng                |
| Trượt tuyết tự do           | 0                   | 1                   | 1                   | 2                   |
| Trượt băng tốc độ           | 1                   | 0                   | 0                   | 1                   |
| Trượt băng tốc độ vòng ngắn | 2                   | 3                   | 1                   | 6                   |
| Tổng                        | 3                   | 4                   | 2                   | 9                   |

## Trượt tuyết Alpes
Theo chỉ tiêu phân phối được đưa ra vào ngày 20 tháng 1 năm 2014, Trung Quốc có hai vận động viên có tư cách tham gia.
| Vận động viên | Nội dung                                           | Lần 1     | Lần 1 | Lần 2     | Lần 2 | Tổng      | Tổng |
| Vận động viên | Nội dung                                           | Thời gian | Hạng  | Thời gian | Hạng  | Thời gian | Hạng |
| ------------- | -------------------------------------------------- | --------- | ----- | --------- | ----- | --------- | ---- |
| Trương Vũ Hân | Trượt tuyết đường dốc vượt chướng ngại vật lớn nam | 1:38.45   | 74    | DSQ       | DSQ   | DSQ       | DSQ  |
| Trương Vũ Hân | Trượt tuyết đường dốc vượt chướng ngại vật nam     | DNF       | DNF   | DNF       | DNF   | DNF       | DNF  |
| Hạ Lệ Na      | Trượt tuyết đường dốc vượt chướng ngại vật lớn nữ  | 1:37.03   | 73    | 1:38.59   | 66    | 3:15.62   | 66   |
| Hạ Lệ Na      | Trượt tuyết đường dốc vượt chướng ngại vật lớn nữ  | DNF       | DNF   | DNF       | DNF   | DNF       | DNF  |

## Trượt tuyết bắn súng
Dựa trên thành tích của họ tại các giải vô địch thế giới năm 2012 và 2013, Trung Quốc có 1 vận động viên nam và bốn vận động viên nữ đủ tư cách tham gia.
| Vận động viên                                       | Nội dung             | Thời gian | Trượt       | Hạng |
| --------------------------------------------------- | -------------------- | --------- | ----------- | ---- |
| Nhâm Long                                           | Nước rút nam         | 28:53.2   | 4 (0+4)     | 83   |
| Nhâm Long                                           | Cá nhân nam          | 56:35.8   | 4 (1+2+0+1) | 66   |
| Tống Triều Khanh                                    | Nước rút nữ          | 23:49.5   | 1 (1+0)     | 63   |
| Tống Na                                             | Nước rút nữ          | 27:01.5   | 4 (3+1)     | 83   |
| Tống Na                                             | Cá nhân nữ           | 59:43.3   | 6 (0+2+2+2) | 77   |
| Đường Giai Lâm                                      | Nước rút nữ          | 23:26.7   | 2 (0+2)     | 55   |
| Đường Giai Lâm                                      | Tiếp sức nữ          | 34:40.4   | 2 (0+1+0+1) | 50   |
| Đường Giai Lâm                                      | Cá nhân nữ           | 51:03.7   | 3 (0+1+0+2) | 57   |
| Trương Nham                                         | Nước rút nữ          | 23:09.4   | 0 (0+0)     | 49   |
| Trương Nham                                         | Tiếp sức nữ          | 36:12.1   | 2 (0+2+0+0) | 53   |
| Trương Nham                                         | Cá nhân nữ           | 49:57.0   | 0 (0+0+0+0) | 46   |
| Tống Triều Khanh Trương Nham Đường Giai Lâm Tống Na | Tiếp sức đồng đội nữ | LAP       | 11 (0+11)   | 15   |

## Trượt tuyết băng đồng
Theo phân bổ hạn ngạch được đưa ra vào ngày 20 tháng 1 năm 2014, Trung Quốc có bốn vận động viên đủ tư cách.
Đường dài
| Vận động viên  | Nội dung            | Cổ điển       | Cổ điển       | Tự do         | Tự do         | Kết quả   | Kết quả  | Kết quả |
| Vận động viên  | Nội dung            | Thời gian     | Hạng          | Thời gian     | Hạng          | Thời gian | Thiếu    | Hạng    |
| -------------- | ------------------- | ------------- | ------------- | ------------- | ------------- | --------- | -------- | ------- |
| Hứa Văn Long   | 15 km cổ điển nam   | không áp dụng | không áp dụng | không áp dụng | không áp dụng | 45:28.2   | +6:58.5  | 72      |
| Hứa Văn Long   | 30 km truy đuổi nam | 39:57.9       | 60            | 36:21.0       | 58            | 1:16:53.3 | +8:37.9  | 59      |
| Hứa Văn Long   | 50 kmtự do nam      | không áp dụng | không áp dụng | không áp dụng | không áp dụng | 2:08:02.0 | +21:06.8 | 60      |
| Mãn Đan Đan    | 10 km cổ điển nữ    | không áp dụng | không áp dụng | không áp dụng | không áp dụng | 32:25.1   | +4:07.3  | 53      |
| Lý Hoành Tuyết | 10 km cổ điển nữ    | không áp dụng | không áp dụng | không áp dụng | không áp dụng | 31:20.7   | +3:02.9  | 37      |
| Lý Hoành Tuyết | 15 km truy đuổi nữ  | 21:21.0       | 52            | 21:12.5       | 46            | 43:17.7   | +4:44.1  | 50      |
| Lý Hoành Tuyết | 30 km tự do nữ      | không áp dụng | không áp dụng | không áp dụng | không áp dụng | 1:14:01.5 | +2:56.3  | 22      |

Nước rút
| Vận động viên              | Nội dung               | Điều kiện     | Điều kiện     | Tứ kết        | Tứ kết        | Bán kết   | Bán kết   | Kết quả   | Kết quả   |
| Vận động viên              | Nội dung               | Thời gian     | Hạng          | Thời gian     | Hạng          | Thời gian | Hạng      | Thời gian | Hạng      |
| -------------------------- | ---------------------- | ------------- | ------------- | ------------- | ------------- | --------- | --------- | --------- | --------- |
| Tôn Thanh Hải              | Nước rút nam           | 3:37.71       | 26 Q          | 3:47.26       | 6             | Không đạt | Không đạt | Không đạt | Không đạt |
| Hứa Văn Long               | Nước rút nam           | DNF           | DNF           | Không đạt     | Không đạt     | Không đạt | Không đạt | Không đạt | Không đạt |
| Tôn Thanh Hải Hứa Văn Long | Nước rút đội tuyển nam | không áp dụng | không áp dụng | không áp dụng | không áp dụng | DNS       | DNS       | Không đạt | Không đạt |
| Lý Hoành Tuyết             | Nước rút nữ            | 2:48.72       | 51            | Không đạt     | Không đạt     | Không đạt | Không đạt | Không đạt | Không đạt |
| Mãn Đan Đan                | Nước rút nữ            | 2:40.29       | 32            | Không đạt     | Không đạt     | Không đạt | Không đạt | Không đạt | Không đạt |
| Lý Hoành Tuyết Mãn Đan Đan | Nước rút đội tuyển nữ  | không áp dụng | không áp dụng | không áp dụng | không áp dụng | 17:40.90  | 8         | Không đạt | Không đạt |

## Bi đá trên băng
Theo kết quả từ giải vô địch bi đá trên băng nam thế giới năm 2012 và 2013, đội tuyển nam Trung Quốc đủ điều kiện với địa vị trong nhóm 7 quốc gia hàng đầu. Đội tuyển nữ đủ tư cách khi giành chiến thắng trong sự kiện thay đổi tư cách cuối cùng vào tháng 12 năm 2013.
Đội tuyển nam gồm Lưu Duệ, Từ Hiểu Minh, Ba Đức Hâm, Tang Gia Lượng và Trâu Đức Giai. Đội tuyển nữ gồm Vương Băng Ngọc, Liễm Ấm, Nhạc Thanh Sảng, Chu Nghiên và người mới thay thế là Khương Ý Luân.

### Cuộc thi của nam
Thi đấu vòng tròn
Trung Quốc nghỉ trong các lượt trận 2, 6 và 10. 
| Sân C              | 1 | 2 | 3 | 4 | 5 | 6 | 7 | 8 | 9 | 10 | Tỉ số |
| Đan Mạch (Stjerne) | 0 | 0 | 0 | 0 | 1 | 0 | 1 | 0 | 2 | 0  | 4     |
| Trung Quốc (Lưu)   | 0 | 2 | 1 | 0 | 0 | 0 | 0 | 3 | 0 | 1  | 7     |

| Sân B            | 1 | 2 | 3 | 4 | 5 | 6 | 7 | 8 | 9 | 10 | Tỉ số |
| Hoa Kỳ (Shuster) | 0 | 1 | 0 | 2 | 0 | 1 | 0 | 0 | X | X  | 4     |
| Trung Quốc (Lưu) | 1 | 0 | 3 | 0 | 2 | 0 | 1 | 2 | X | X  | 9     |

| Sân D            | 1 | 2 | 3 | 4 | 5 | 6 | 7 | 8 | 9 | 10 | Tỉ số |
| Trung Quốc (Lưu) | 0 | 2 | 0 | 1 | 0 | 0 | 0 | 1 | 0 | 1  | 5     |
| Thụy Sĩ (Michel) | 0 | 0 | 2 | 0 | 1 | 0 | 0 | 0 | 1 | 0  | 4     |

| Sân A            | 1 | 2 | 3 | 4 | 5 | 6 | 7 | 8 | 9 | 10 | Tỉ số |
| Đức (Jahr)       | 0 | 1 | 0 | 2 | 0 | 2 | 1 | 0 | 1 | 0  | 7     |
| Trung Quốc (Lưu) | 2 | 0 | 3 | 0 | 2 | 0 | 0 | 1 | 0 | 3  | 11    |

| Sân B            | 1 | 2 | 3 | 4 | 5 | 6 | 7 | 8 | 9 | 10 | 11 | Tỉ số |
| Thụy Điển (Edin) | 0 | 0 | 1 | 0 | 1 | 0 | 1 | 2 | 0 | 0  | 1  | 6     |
| Trung Quốc (Lưu) | 0 | 2 | 0 | 1 | 0 | 1 | 0 | 0 | 0 | 1  | 0  | 5     |

| Sân C            | 1 | 2 | 3 | 4 | 5 | 6 | 7 | 8 | 9 | 10 | Tỉ số |
| Trung Quốc (Lưu) | 1 | 0 | 0 | 2 | 0 | 2 | 0 | 1 | 0 | 1  | 7     |
| Na Uy (Ulsrud)   | 0 | 0 | 2 | 0 | 1 | 0 | 1 | 0 | 1 | 0  | 5     |

| Sân D            | 1 | 2 | 3 | 4 | 5 | 6 | 7 | 8 | 9 | 10 | Tỉ số |
| Nga (Drozdov)    | 0 | 0 | 2 | 0 | 1 | 0 | 1 | 0 | 2 | X  | 6     |
| Trung Quốc (Lưu) | 2 | 1 | 0 | 2 | 0 | 2 | 0 | 2 | 0 | X  | 9     |

| Sân B            | 1 | 2 | 3 | 4 | 5 | 6 | 7 | 8 | 9 | 10 | 11 | Tỉ số |
| Trung Quốc (Lưu) | 0 | 0 | 2 | 0 | 3 | 1 | 0 | 0 | 0 | 2  | 0  | 8     |
| Canada (Jacobs)  | 0 | 2 | 0 | 1 | 0 | 0 | 2 | 1 | 2 | 0  | 1  | 9     |

| Sân A              | 1 | 2 | 3 | 4 | 5 | 6 | 7 | 8 | 9 | 10 | Tỉ số |
| Trung Quốc (Lưu)   | 1 | 0 | 0 | 2 | 0 | 0 | 1 | 1 | 0 | 1  | 6     |
| Anh Quốc (Murdoch) | 0 | 1 | 1 | 0 | 0 | 1 | 0 | 0 | 2 | 0  | 5     |

Bán kết
| Đội              | 1 | 2 | 3 | 4 | 5 | 6 | 7 | 8 | 9 | 10 | Tỉ số |
| Canada (Jacobs)  | 1 | 0 | 2 | 0 | 1 | 0 | 3 | 0 | 3 | X  | 10    |
| Trung Quốc (Lưu) | 0 | 1 | 0 | 1 | 0 | 2 | 0 | 2 | 0 | X  | 6     |

Tranh huy chương đồng
| Đội              | 1 | 2 | 3 | 4 | 5 | 6 | 7 | 8 | 9 | 10 | 11 | Tỉ số |
| Thụy Điển (Edin) | 0 | 1 | 0 | 1 | 0 | 0 | 1 | 0 | 0 | 1  | 2  | 6     |
| Trung Quốc (Lưu) | 0 | 0 | 1 | 0 | 0 | 2 | 0 | 0 | 1 | 0  | 0  | 4     |

### Cuộc thi đấu của nữ
Thi đấu vòng tròn
Trung Quốc được nghỉ trong lượt trận 2, 6 và 10. 
| Sân A              | 1 | 2 | 3 | 4 | 5 | 6 | 7 | 8 | 9 | 10 | Tỉ số |
| Trung Quốc (Vương) | 0 | 0 | 0 | 1 | 0 | 1 | 0 | X | X | X  | 2     |
| Canada (Jones)     | 0 | 2 | 1 | 0 | 3 | 0 | 3 | X | X | X  | 9     |

| Sân D              | 1 | 2 | 3 | 4 | 5 | 6 | 7 | 8 | 9 | 10 | Tỉ số |
| Trung Quốc (Vương) | 0 | 0 | 1 | 0 | 0 | 2 | 0 | 3 | 0 | 1  | 7     |
| Nga (Sidorova)     | 0 | 2 | 0 | 1 | 0 | 0 | 1 | 0 | 1 | 0  | 5     |

| Sân B              | 1 | 2 | 3 | 4 | 5 | 6 | 7 | 8 | 9 | 10 | Tỉ số |
| Hoa Kỳ (Brown)     | 1 | 0 | 1 | 0 | 0 | 1 | 0 | 0 | 1 | 0  | 4     |
| Trung Quốc (Vương) | 0 | 1 | 0 | 0 | 2 | 0 | 0 | 2 | 0 | 2  | 7     |

| Sân C               | 1 | 2 | 3 | 4 | 5 | 6 | 7 | 8 | 9 | 10 | Tỉ số |
| Trung Quốc (Vương)  | 2 | 0 | 1 | 0 | 1 | 0 | 1 | 0 | 2 | 0  | 7     |
| Anh Quốc (Muirhead) | 0 | 2 | 0 | 2 | 0 | 2 | 0 | 1 | 0 | 1  | 8     |

| Sân A              | 1 | 2 | 3 | 4 | 5 | 6 | 7 | 8 | 9 | 10 | Tỉ số |
| Hàn Quốc (Kim)     | 0 | 0 | 2 | 0 | 0 | 1 | 0 | 0 | X | X  | 3     |
| Trung Quốc (Vương) | 0 | 3 | 0 | 0 | 3 | 0 | 3 | 2 | X | X  | 11    |

| Sân B                   | 1 | 2 | 3 | 4 | 5 | 6 | 7 | 8 | 9 | 10 | Tỉ số |
| Trung Quốc (Vương)      | 0 | 2 | 1 | 0 | 0 | 2 | 0 | 1 | 0 | 1  | 7     |
| Thụy Điển (Sigfridsson) | 0 | 0 | 0 | 1 | 1 | 0 | 2 | 0 | 2 | 0  | 6     |

| Sân D              | 1 | 2 | 3 | 4 | 5 | 6 | 7 | 8 | 9 | 10 | Tỉ số |
| Đan Mạch (Nielsen) | 0 | 2 | 0 | 1 | 2 | 0 | 0 | 0 | 3 | 1  | 9     |
| Trung Quốc (Vương) | 2 | 0 | 2 | 0 | 0 | 1 | 0 | 1 | 0 | 0  | 6     |

| Sân C                | 1 | 2 | 3 | 4 | 5 | 6 | 7 | 8 | 9 | 10 | Tỉ số |
| Nhật Bản (Ogasawara) | 2 | 0 | 1 | 0 | 2 | 0 | 1 | 0 | 2 | X  | 8     |
| Trung Quốc (Vương)   | 0 | 2 | 0 | 1 | 0 | 1 | 0 | 1 | 0 | X  | 5     |

| Sân A              | 1 | 2 | 3 | 4 | 5 | 6 | 7 | 8 | 9 | 10 | Tỉ số |
| Trung Quốc (Vương) | 0 | 0 | 2 | 1 | 0 | 1 | 0 | 0 | 2 | 0  | 6     |
| Thụy Sĩ (Ott)      | 1 | 3 | 0 | 0 | 2 | 0 | 0 | 3 | 0 | 1  | 10    |

## Trượt băng nghệ thuật
Trung Quốc giành được hạn ngạch như sau: đội tuyển gồm tám vận động viên. Đội tuyển cũng đủ tư cách tham gia nội dung đồng đội.
| Vận động viên              | Nội dung | SP/OD | SP/OD | FS/FD     | FS/FD     | Tổng      | Tổng      |
| Vận động viên              | Nội dung | Điểm  | Hạng  | Điểm      | Hạng      | Điểm      | Hạng      |
| -------------------------- | -------- | ----- | ----- | --------- | --------- | --------- | --------- |
| Diêm Hàn                   | Đơn nam  | 85,66 | 8 Q   | 160,54    | 7         | 246,20    | 7         |
| Lý Tử Quân                 | Đơn nữ   | 57.55 | 11 Q  | 110,75    | 14        | 166,55    | 14        |
| Trương Khả Hân             | Đơn nữ   | 55.80 | 14 Q  | 98,41     | 15        | 154,21    | 15        |
| Bàng Thanh / Đông Kiện     | Đôi      | 73,30 | 4 Q   | 136,58    | 3         | 209,88    | 4         |
| Trương Hạo / Bành Trình    | Đôi      | 70,59 | 7 Q   | 125,13    | 8         | 195,72    | 8         |
| Hoàng Hân Đồng / Trịnh Tấn | Băng vũ  | 48,96 | 23    | Không đạt | Không đạt | Không đạt | Không đạt |

Team trophy
| Vận động viên                                                                              | Nội dung       | bài thi ngắn/khiêu vũ ngắn | bài thi ngắn/khiêu vũ ngắn | bài thi ngắn/khiêu vũ ngắn | bài thi ngắn/khiêu vũ ngắn | bài thi ngắn/khiêu vũ ngắn | bài thi ngắn/khiêu vũ ngắn | trượt băng tự do/khiêu vũ tự do | trượt băng tự do/khiêu vũ tự do | trượt băng tự do/khiêu vũ tự do | trượt băng tự do/khiêu vũ tự do | trượt băng tự do/khiêu vũ tự do | trượt băng tự do/khiêu vũ tự do |
| Vận động viên                                                                              | Nội dung       | của nam                    | của nữ                     | đôi                        | băng vũ                    | Tổng                       | Tổng                       | của nam                         | của nữ                          | đôi                             | băng vũ                         | Tổng                            | Tổng                            |
| Vận động viên                                                                              | Nội dung       | Điểm điểm đội tuyển        | Điểm điểm đội tuyển        | Điểm điểm đội tuyển        | Điểm điểm đội tuyển        | Điểm                       | Hạng                       | Điểm điểm đội tuyển             | Điểm điểm đội tuyển             | Điểm điểm đội tuyển             | Điểm điểm đội tuyển             | Điểm                            | Hạng                            |
| ------------------------------------------------------------------------------------------ | -------------- | -------------------------- | -------------------------- | -------------------------- | -------------------------- | -------------------------- | -------------------------- | ------------------------------- | ------------------------------- | ------------------------------- | ------------------------------- | ------------------------------- | ------------------------------- |
| Diêm Hàn (M) Trương Khả Hân (L) Trương Hạo / Bành Trình (P) Hoàng Hân Đồng / Trịnh Tấn (D) | Giải đội tuyển | 85,52 7                    | 54,58 4                    | 71,01 8                    | 47,88 1                    | 20                         | 7                          | Không đạt                       | Không đạt                       | Không đạt                       | Không đạt                       | Không đạt                       | Không đạt                       |

## Trượt tuyết tự do
Trung Quốc giành được hạn ngach chín vận động viên cho các sự kiện sau đây. Danh sách đội tuyển trượt tuyết tự do Trung Quốc được chính thức công bố vào ngày 26 tháng 1 năm 2014.
Trên không
| Vận động viên   | Nội dung       | Điều kiện | Điều kiện | Điều kiện | Điều kiện | Kết quả   | Kết quả   | Kết quả   | Kết quả   | Kết quả   | Kết quả   |
| Vận động viên   | Nội dung       | Nhảy 1    | Nhảy 1    | Nhảy 2    | Nhảy 2    | Nhảy 1    | Nhảy 1    | Nhảy 2    | Nhảy 2    | Nhảy 3    | Nhảy 3    |
| --------------- | -------------- | --------- | --------- | --------- | --------- | --------- | --------- | --------- | --------- | --------- | --------- |
| Vận động viên   | Nội dung       | Điểm      | Hạng      | Điểm      | Hạng      | Điểm      | Hạng      | Điểm      | Hạng      | Điểm      | Hạng      |
| Giả Tông Dương  | Trên không nam | 118.59    | 1 Q       | BYE       | BYE       | 110,41    | 4 Q       | 117,70    | 1 Q       | 95,06     | 3         |
| Lưu Trung Khánh | Trên không nam | 80,09     | 18        | 77,83     | 15        | Không đạt | Không đạt | Không đạt | Không đạt | Không đạt | Không đạt |
| Tề Quảng Phác   | Trên không nam | 113,57    | 4 Q       | BYE       | BYE       | 121,24    | 1 Q       | 116,74    | 2 Q       | 90,00     | 4         |
| Ngô Siêu        | Trên không nam | 110,62    | 5 Q       | BYE       | BYE       | 82,30     | 9         | Không đạt | Không đạt | Không đạt | Không đạt |
| Trình Sảng      | trên không nữ  | 83,19     | 4 Q       | BYE       | BYE       | 80,01     | 7 Q       | 87,42     | 5         | Không đạt | Không đạt |
| Lý Ni Na        | trên không nữ  | 86,71     | 2 Q       | BYE       | BYE       | 90,24     | 4 Q       | 89,53     | 3 Q       | 46,02     | 4         |
| Từ Mộng Đào     | trên không nữ  | 71,44     | 11        | 87,15     | 2 Q       | 90,65     | 3 Q       | 101,08    | 1 Q       | 83,50     | 2         |
| Trương Hâm      | trên không nữ  | 60,98     | 17        | 77,49     | 7         | Không đạt | Không đạt | Không đạt | Không đạt | Không đạt | Không đạt |

Moguls
| Vận động viên | Nội dung  | Điều kiện | Điều kiện | Điều kiện | Điều kiện | Điều kiện | Điều kiện | Điều kiện | Điều kiện | Kết quả   | Kết quả | Kết quả | Kết quả | Kết quả   | Kết quả   | Kết quả   | Kết quả   | Kết quả   | Kết quả   | Kết quả   | Kết quả   |
| Vận động viên | Nội dung  | Vòng 1    | Vòng 1    | Vòng 1    | Vòng 1    | Vòng 2    | Vòng 2    | Vòng 2    | Vòng 2    | Vòng 1    | Vòng 1  | Vòng 1  | Vòng 1  | Vòng 2    | Vòng 2    | Vòng 2    | Vòng 2    | Vòng 3    | Vòng 3    | Vòng 3    | Vòng 3    |
| ------------- | --------- | --------- | --------- | --------- | --------- | --------- | --------- | --------- | --------- | --------- | ------- | ------- | ------- | --------- | --------- | --------- | --------- | --------- | --------- | --------- | --------- |
| Vận động viên | Nội dung  | Thời gian | Điểm      | Tổng      | Hạng      | Thời gian | Điểm      | Tổng      | Hạng      | Thời gian | Điểm    | Tổng    | Hạng    | Thời gian | Điểm      | Tổng      | Hạng      | Thời gian | Điểm      | Tổng      | Hạng      |
| Ninh Cầm      | Moguls nữ | 32,10     | 11,62     | 16,83     | 21        | 31,6      | 12,34     | 17,75     | 9 Q       | 32,04     | 12,03   | 17,26   | 18      | Không đạt | Không đạt | Không đạt | Không đạt | Không đạt | Không đạt | Không đạt | Không đạt |

## Trượt băng tốc độ vòng ngắn
Mỗi giới Trung Quốc có năm vận động viên trượt băng giành quyền tham gia nội dung trong giải vô địch trượt băng tốc độ vòng ngắn thế giới 2013-1014 diễn ra vào tháng 11 năm 2013. Họ đủ điều kiện để có số vận động viên tối đa cho mỗi giới là ba ở mỗi nội dung (500m, 1000m, & 1500m) và cả đội tuyển tiếp sức nam và nữ.
Vương Mông bị gãy xương ở mắt cá chân trong một tai nạn tập dượt vào ngày 15 tháng 1 năm 2014 và không tham gia thi đấu tại Thế vận hội.
Nam
| Vận động viên                                                       | Nội dung        | Cuộc đua      | Cuộc đua      | Tứ kết        | Tứ kết        | Bán kết   | Bán kết   | Kết quả   | Kết quả |
| Vận động viên                                                       | Nội dung        | Thời gian     | Hạng          | Thời gian     | Hạng          | Thời gian | Hạng      | Thời gian | Hạng    |
| ------------------------------------------------------------------- | --------------- | ------------- | ------------- | ------------- | ------------- | --------- | --------- | --------- | ------- |
| Trần Đức Toàn                                                       | 1500 m          | 2:16,535      | 3 Q           | không áp dụng | không áp dụng | 2:21,697  | 2 FA      | 2:15,626  | 5       |
| Hàn Thiên Vũ                                                        | 500 m           | 41,592        | 1 Q           | 41,390        | 1 Q           | 41,151    | 3 FB      | 41,534    | 5       |
| Hàn Thiên Vũ                                                        | 1000 m          | 1:26,530      | 2 Q           | 1:24,490      | 2 Q           | 1:24,611  | 4 FB      | 1:29,334  | 5       |
| Hàn Thiên Vũ                                                        | 1500 m          | 2:20,911      | 2 Q           | không áp dụng | không áp dụng | 2:15,858  | 1 Q       | 2:15,055  | 2       |
| Lương Văn Hào                                                       | 500 m           | 41,647        | 1 Q           | 41,817        | 1 Q           | 41,221    | 2 FA      | 1:13,590  | 4       |
| Lương Văn Hào                                                       | 1000 m          | 1:28,065      | 4             | Không đạt     | Không đạt     | Không đạt | Không đạt | Không đạt | 28      |
| Thạch Cánh Nam                                                      | 1500 m          | 2:51,512      | 6             | không áp dụng | không áp dụng | Không đạt | Không đạt | Không đạt | 35      |
| Vũ Đại Tĩnh                                                         | 500 m           | 41,712        | 1 Q           | 41,056        | 1 Q           | 40,846    | 1 FA      | 41,516    | 2       |
| Vũ Đại Tĩnh                                                         | 1000 m          | 1:24.950      | 1 Q           | 1:24.753      | 1 Q           | 1:24,239  | 2 FA      | 1:25,772  | 4       |
| Trần Đức Toàn Hàn Thiên Vũ Lương Văn Hào Thạch Cánh Nam Vũ Đại Tĩnh | tiếp sức 5000 m | không áp dụng | không áp dụng | không áp dụng | không áp dụng | 6:44.521  | 2 FA      | 6:48,341  | 3       |

Nữ
| Vận động viên                                                | Nội dung        | Cuộc đua      | Cuộc đua      | Tứ kết        | Tứ kết        | Bán kết   | Bán kết   | Kết quả   | Kết quả   |
| Vận động viên                                                | Nội dung        | Thời gian     | Hạng          | Thời gian     | Hạng          | Thời gian | Hạng      | Thời gian | Hạng      |
| ------------------------------------------------------------ | --------------- | ------------- | ------------- | ------------- | ------------- | --------- | --------- | --------- | --------- |
| Phạm Khả Tân                                                 | 500 m           | 43,356        | 1 Q           | 43,288        | 1 Q           | 1:24,431  | 4 FB      | 44,297    | 5         |
| Phạm Khả Tân                                                 | 1000 m          | 1:31,713      | 2 Q           | 1:29,380      | 2 Q           | 1:32,618  | 2 FA      | 1:30,811  | 2         |
| Lý Kiên Nhu                                                  | 500 m           | 43,633        | 2 Q           | 43,486        | 2 Q           | 43,841    | 2 FA      | 45,263    | 1         |
| Lý Kiên Nhu                                                  | 1000 m          | 1:31.187      | 1 Q           | 1:32,129      | 2 Q           | PEN       | PEN       | Không đạt | Không đạt |
| Lý Kiên Nhu                                                  | 1500 m          | 2:27,758      | 3 Q           | không áp dụng | không áp dụng | 2:22,866  | 1 FA      | DNF       | 12        |
| Lưu Thu Hoành                                                | 500 m           | 43,542        | 1 Q           | 43,478        | 1 Q           | 43,916    | 3 FB      | 44,188    | 4         |
| Lưu Thu Hoành                                                | 1000 m          | PEN           | PEN           | Không đạt     | Không đạt     | Không đạt | Không đạt | Không đạt | Không đạt |
| Lưu Thu Hoành                                                | 1500 m          | 2:24,640      | 4             | không áp dụng | không áp dụng | Không đạt | Không đạt | Không đạt | Không đạt |
| Chu Dương                                                    | 1500 m          | 2:26,543      | 1 Q           | không áp dụng | không áp dụng | 2:18.825  | 1 FA      | 2:19,140  | 1         |
| Phạm Khả Tân Khổng Tuyết Lý Kiên Nhu Lưu Thu Hoành Chu Dương | tiếp sức 3000 m | không áp dụng | không áp dụng | không áp dụng | không áp dụng | 4:09,555  | 1 FA      | PEN       | 5         |

## Trượt tuyết ván
Tự do
| Vận động viên   | Nội dung            | Tứ kết | Tứ kết | Tứ kết   | Tứ kết | Bán kết | Bán kết | Bán kết  | Bán kết | Chung kết | Chung kết | Chung kết | Chung kết |
| Vận động viên   | Nội dung            | Lần 1  | Lần 2  | Tốt nhất | Hạng   | Lần 1   | Lần 2   | Tốt nhất | Hạng    | Lần 1     | Lần 2     | Tốt nhất  | Hạng      |
| --------------- | ------------------- | ------ | ------ | -------- | ------ | ------- | ------- | -------- | ------- | --------- | --------- | --------- | --------- |
| Sử Vạn Thành    | Trượt lòng máng nam | 76,00  | 15,50  | 76,00    | 6 QS   | 15,50   | 78,50   | 78,50    | 5 Q     | 81,00     | 25,00     | 81,00     | 7         |
| Trương Nhất Vĩ  | Trượt lòng máng nam | 90,00  | 89,75  | 90,00    | 4 QS   | 45,00   | 79,25   | 79,25    | 4 Q     | 87,25     | 58,50     | 87,25     | 6         |
| Thái Tuyết Đồng | Trượt lòng máng nữ  | 74,25  | 88,00  | 88,00    | 3 QF   | BYE     | BYE     | BYE      | BYE     | 84,25     | 25,00     | 84,25     | 6         |
| Lý Sảng         | Trượt lòng máng nữ  | 77,75  | 54,00  | 77,75    | 4 QS   | 80,00   | 56,75   | 80,00    | 3 Q     | 73,25     | 23,75     | 73,25     | 8         |
| Lưu Giai Vũ     | Trượt lòng máng nữ  | 81,50  | 83,50  | 83,50    | 5 QS   | 81,25   | 29,00   | 81,25    | 2 Q     | 15,75     | 68,25     | 68,25     | 9         |
| Tôn Chí Phong   | Trượt lòng máng nữ  | 70,00  | 45,75  | 70,00    | 6 QS   | 35,75   | 35,75   | 35,75    | 9       | Không đạt | Không đạt | Không đạt | Không đạt |

Ghi chú: QF – đủ tư cách trực tiếp tham gia chung kết; QS – đủ tư cách tham gia bán kết

## Trượt băng tốc độ
Nam
| Vận động viên   | Nội dung | Cuộc đua 1    | Cuộc đua 1    | Cuộc đua 2    | Cuộc đua 2    | Kết quả   | Kết quả |
| Vận động viên   | Nội dung | Thời gian     | Hạng          | Thời gian     | Hạng          | Thời gian | Hạng    |
| --------------- | -------- | ------------- | ------------- | ------------- | ------------- | --------- | ------- |
| Bạch Thu Minh   | 500 m    | 35,73         | 36            | 35,71         | 36            | 71,45     | 35      |
| Mâu Chung Thanh | 500 m    | 35,59         | 31            | 35,65         | 32            | 71,25     | 30      |
| Điền Quốc Tuấn  | 1000 m   | không áp dụng | không áp dụng | không áp dụng | không áp dụng | 1:11,17   | 33      |
| Điền Quốc Tuấn  | 1500 m   | không áp dụng | không áp dụng | không áp dụng | không áp dụng | 1:47,95   | 21      |

Nữ
| Vận động viên  | Nội dung | Cuộc đua 1    | Cuộc đua 1    | Cuộc đua 2    | Cuộc đua 2    | Kết quả   | Kết quả |
| Vận động viên  | Nội dung | Thời gian     | Hạng          | Thời gian     | Hạng          | Thời gian | Hạng    |
| -------------- | -------- | ------------- | ------------- | ------------- | ------------- | --------- | ------- |
| Lý Đan         | 1000 m   | không áp dụng | không áp dụng | không áp dụng | không áp dụng | 1:20,20   | 34      |
| Lý Kỳ Thời     | 1500 m   | không áp dụng | không áp dụng | không áp dụng | không áp dụng | 2:00,89   | 27      |
| Tề Soái        | 500 m    | 38,89         | 19            | 38,99         | 23            | 77,89     | 23      |
| Vương Bắc Tinh | 500 m    | 37,82         | 6             | 37,86         | 6             | 75,68     | 7       |
| Vương Bắc Tinh | 1000 m   | không áp dụng | không áp dụng | không áp dụng | không áp dụng | 1:16,59   | 14      |
| Trương Hồng    | 500 m    | 37,58         | 3             | 37,99         | 7             | 75,58     | 4       |
| Trương Hồng    | 1000 m   | không áp dụng | không áp dụng | không áp dụng | không áp dụng | 1:14,02   | 1       |
| Trương Sảng    | 500 m    | 39,40         | 31            | 39,25         | 28            | 78,65     | 31      |
| Triệu Hân      | 1500 m   | không áp dụng | không áp dụng | không áp dụng | không áp dụng | 2:00,27   | 23      |